# Championnats de France de cyclisme sur route 1910
Le championnat de France des 100 kilomètres sur route 1910 s'est déroulé le 8 mai 1910 sur une boucle entre Versailles et Ablis .

## Résultats
| Épreuves         | Or            | Or               | Argent         | Argent | Bronze              | Bronze       |
| 100 km sur route | Émile Georget | 2 h 55 min 4 s 4 | Maurice Brocco | à 22 s | Lucien Petit-Breton | à 7 min 23 s |

## Itinéraire et règlement
Le départ de la course est donné à 10 h 30 à Versailles, face à l'Orangerie. L'itinéraire décrit une boucle qui mène les coureurs jusqu'à Ablis via Saint-Cyr, Trappes, Coignières, Le Perray et la gare de Rambouillet. Au point kilométrique 48,955, sur la route de Chartes les coureurs effectuent un demi-tour au poteau de l'U.V.F. puis retournent en direction de Versailles via la gare de Rambouillet, Dampierre et La Minière. Le poteau d'arrivée et le poste de chronométrage officiel se situe sur le plateau de Satory à Versailles, au sommet d'une côte dite « des dix-sept tournants ».
Une heure et demie après leur arrivée au plateau de Satory, les arrivants du Championnat de France des 100 kilomètres sur route rentrent dans l'ordre de leur arrivée sur la piste du vélodrome du Parc des Princes et y effectuent un tour d'honneur. Il s'y déroule alors les épreuves du Championnat de France de cyclisme sur piste.
Les coureurs ont le droit de bénéficier de l'assistance de leur équipe et même du service d'entraîneurs, qui sont des lièvres qui ne participent pas à la course et ne sont pas tenus d'effectuer toute le distance. Les entraîneurs peuvent ainsi se relayer ou n'entrer en course que pour une portion de l'épreuve. Ainsi, l'équipe Alcyon-Dunlop avait prévu pour entraîner Octave Lapize et Gustave Garrigou des relais de seize entraîneurs dont les champions Louis Trousselier et le luxembourgeois vainqueur du Tour de France 1909 François Faber dans la montée finale des dix-sept tournants.

## Résumé de la course
Après enregistrements et retraits des dossards par les vingt et un concurrents de ce quatrième Championnat de France de cyclisme sur route effectués Maison Caillou à Versailles, le départ est donné comme prévu à 10 h 30.
Les conditions météorologiques sont très difficiles, le peloton devant notamment affronter une averse de grêle dans les premiers kilomètres et rouler contre un vent de face durant toute la première moitié de la course.
Un premier incident de course survient dans le hameau de L'Agiot avec la crevaison d'un outsider alors sans entraineur, Georges Paulmier, qui court pour l'équipe Louvet-Dunlop. Le reste du peloton des favoris, après quelques cassures, passe groupé le premier contrôle entre Le Perray et Rambouillet. Une cassure importante se produit à ce moment, laissant parmi les favoris Achille Germain, Octave Lapize, Alphonse Charpiot, Gustave Garrigou, Omer Beaugendre et Jean-Baptiste Dortignacq distancés.
Alors que Dortignacq abandonne et que Garrigou est victime d'une défaillance, Lapize et Charpiot se retrouvent vite seuls à la poursuite du groupe de tête. Ils rejoignent avant Ablis Édouard Léonard, victime d'une crevaison, qui se mêle à la poursuite. Les trois hommes, sous l'impulsion principale d'Alphonse Charpiot qui bénéficie d'un grand développement, finissent par rentrer dans le groupe de tête à Ablis.
À la mi-course, c'est donc un premier groupe composé de sept coureurs qui vire au poteau de l'U.V.F : Émile Georget, Maurice Brocco, Jean Alavoine, Octave Lapize, Lucien Petit-Breton, Alphonse Charpiot et Édouard Léonard. Un second groupe de cinq coureurs pointe à trois minutes et compte en son sein quelques favoris : Gustave Garrigou, Omer Beaugendre, Émile Engel, Achille Germain et Lecuyer. Georges Paulmier étant toujours en chasse seul derrière ce deuxième groupe.
L'allure s'est fortement accélérée depuis le virage de la mi-course, les coureurs bénéficiant désormais d'un fort vent de dos. Édouard Léonard est alors distancé en raison de son trop faible développement qui ne lui permet pas de suivre le rythme. Puis ce sont Lapize et Charpiot qui perdent le contact avec la tête en crevant tous les deux avant le second passage à Ablis. Cent mètres plus loin, Alavoine doit se relever, victime d'un saut de chaîne en descente.
C'est ensuite au tour de Lucien Petit-Breton, qui manque d'entraineur, d'être décroché à la sortie d'Ablis, son développement étant également trop faible pour suivre un rythme si élevé avec le vent dans le dos.
Au passage à Rambouillet, les deux hommes de tête Émile Georget et Maurice Brocco compte une minute et demi d'avance sur Petit-Breton et Léonard. À Dampierre, leur avance se monte à quatre minutes et ils semblent vouloir se jouer la victoire lors de la montée finale des dix-sept tournants. Tous deux sont parfaitement entourés par leurs entraineurs et Maurice Brocco, un temps décroché dans l'ascension, est parfaitement ramené par Ruinart.
Mais Brocco, qui n'a bénéficié d'aucun ravitaillement durant l'épreuve, marque des signes de fatigue et à quelques kilomètres de l'arrivée, Émile Georget place une attaque qui lui permet de prendre une vingtaine de mètres. Un écart qu'il creuse dans la côte de la Minière pour s'imposer avec une soixantaine de mètres d'avance à l'arrivée.

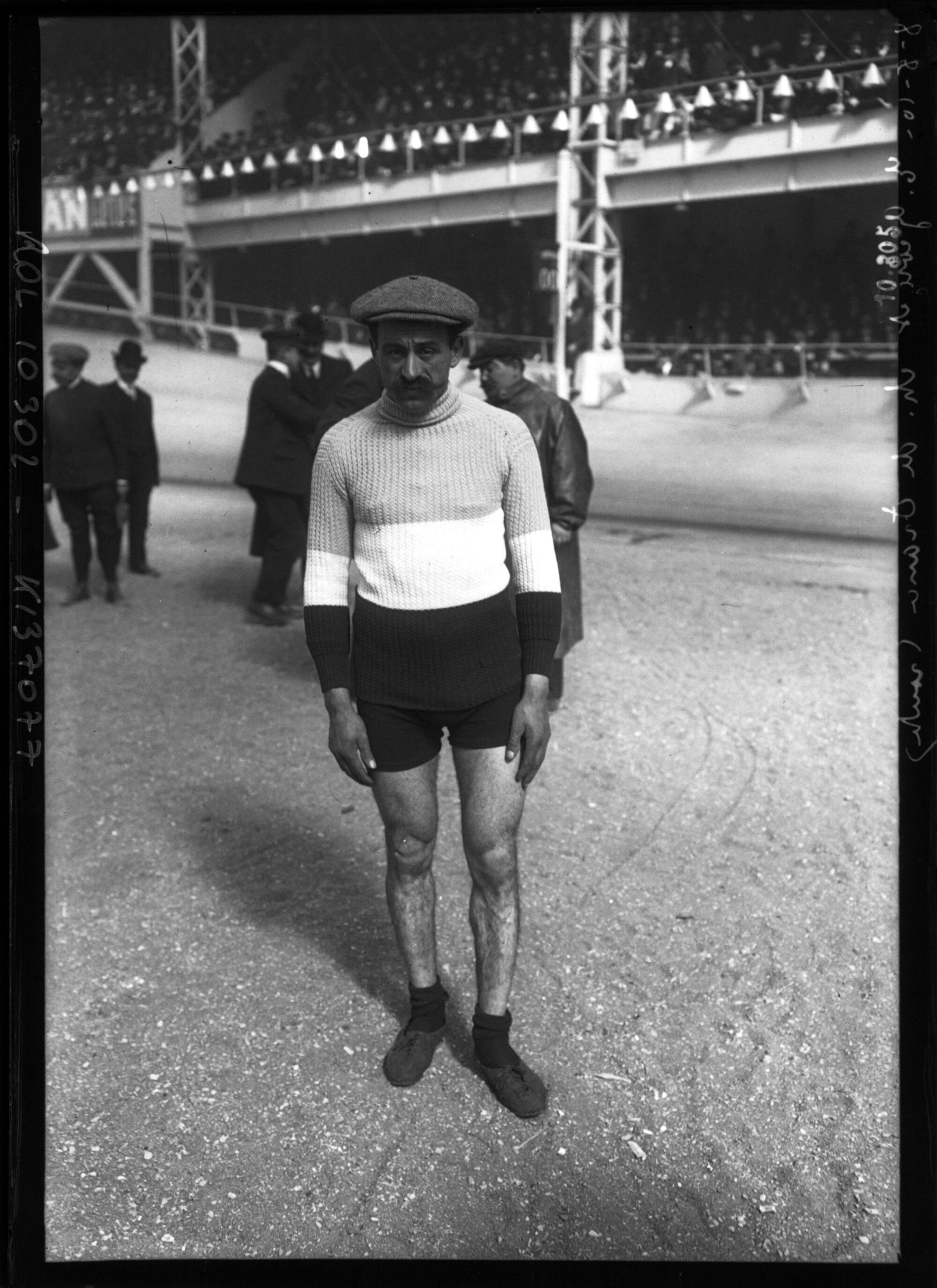
Émile Georget portant le maillot de champion de France sur route 1910

## Classement final
| #   | Coureur             | Équipe                   |    | Temps            |
| --- | ------------------- | ------------------------ | -- | ---------------- |
| 1.  | Émile Georget       | La Française-Continental | en | 2 h 55 min 4 s 4 |
| 2.  | Maurice Brocco      | Louvet-Dunlop            | +  | 22 s             |
| 3.  | Lucien Petit-Breton | Legnano-Dunlop           | +  | 7 min 23 s       |
| 4.  | Édouard Léonard     | Alcyon-Dunlop            | +  | 13 min 26 s      |
| 5.  | Alphonse Charpiot   | La Française-Continental | +  | 13 min 58 s      |
| 6.  | Constant Ménager    | La Française-Continental | +  | 14 min 46 s      |
| 7.  | Maurice Léturgie    | La Française-Continental | +  | 16 min 6 s       |
| 8.  | Émile Engel         |                          |    |                  |
| 9.  | Omer Beaugendre     | La Française-Continental |    |                  |
| 10. | Achille Germain     | La Française-Continental |    |                  |